# Saint-Quentin-les-Chardonnets
Saint-Quentin-les-Chardonnets ist eine französische Gemeinde mit 317 Einwohnern (Stand: 1. Januar 2022) im Département Orne in der Region Normandie. Saint-Quentin-les-Chardonnets gehört zum Arrondissement Alençon und zum Kanton Domfront en Poiraie (bis 2015: Kanton Tinchebray). Die Gemeinde ist Teil des Gemeindeverbandes Domfront Tinchebray Interco. Die Einwohner werden Saint-Quentinois genannt. 

## Geographie
Saint-Quentin-les-Chardonnets liegt etwa 69 Kilometer westnordwestlich von Alençon. Umgeben wird Saint-Quentin-les-Chardonnets von den Nachbargemeinden Valdallière im Norden, Montsecret-Clairefougère im Osten und Nordosten, Tinchebray-Bocage im Süden, Le Ménil-Ciboult im Südwesten sowie Vire Normandie im Westen und Südwesten.

## Bevölkerungsentwicklung
| Jahr                      | 1962 | 1968 | 1975 | 1982 | 1990 | 1999 | 2006 | 2013 |
| ------------------------- | ---- | ---- | ---- | ---- | ---- | ---- | ---- | ---- |
| Einwohnerzahl             | 362  | 348  | 311  | 321  | 300  | 302  | 291  | 322  |
| Quelle: Cassini und INSEE |      |      |      |      |      |      |      |      |

## Sehenswürdigkeiten
- Kirche Saint-Quentin aus dem 19. Jahrhundert
- Kapelle La Gallanterie aus dem 16. Jahrhundert

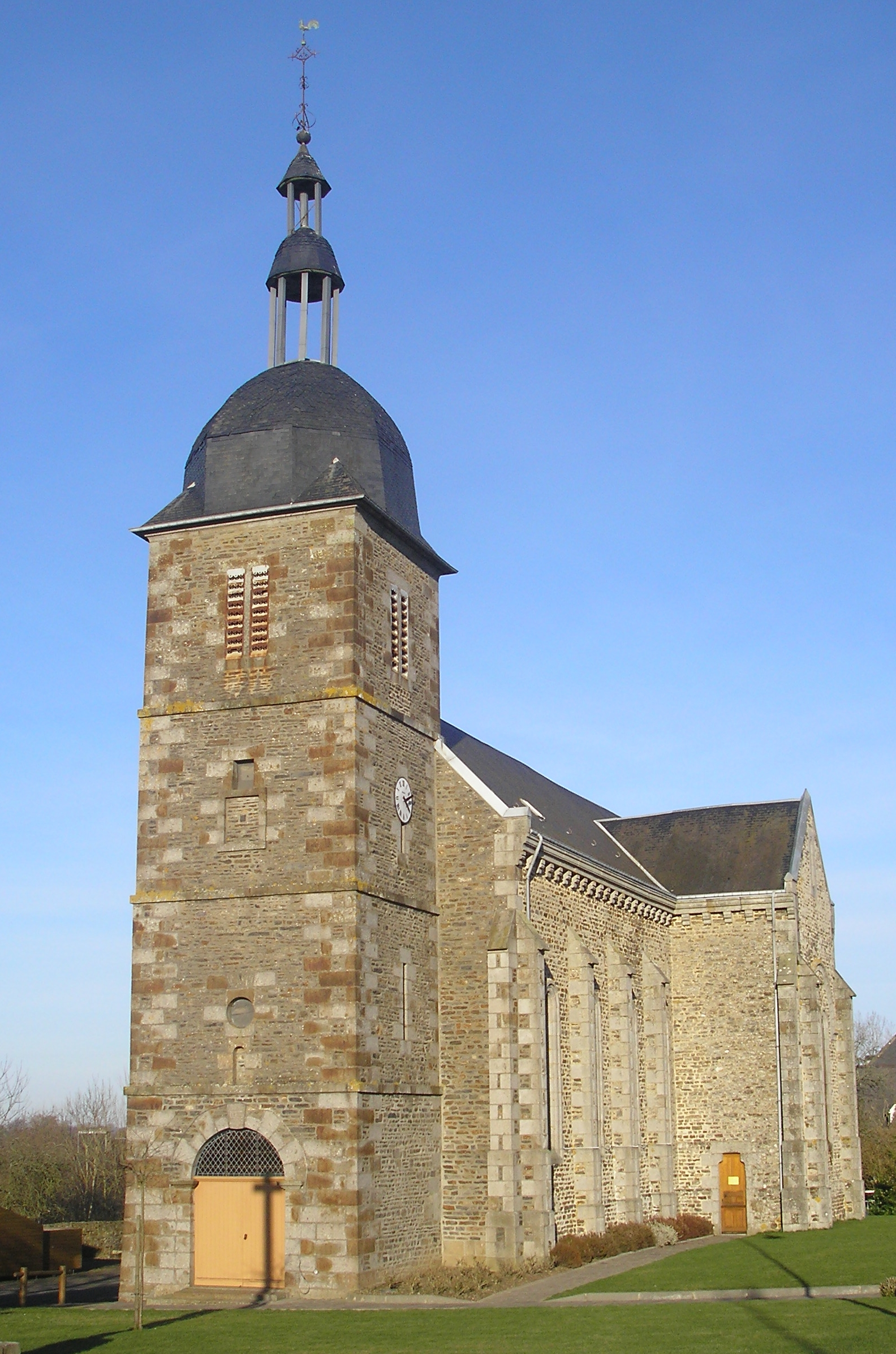
Kirche Saint-Quentin

## Persönlichkeiten
- Jean-Baptiste Quéruel (1779–1845), Erfinder